# Силицирование
Силици́рование — процесс химико-термической обработки, состоящий в высокотемпературном (950—1100 °C) насыщении поверхности стали кремнием. Силицирование придаёт стали высокую коррозионную стойкость в морской воде, в азотной, серной и соляной кислотах и несколько увеличивает стойкость против износа. Силицирование может производиться в газообразных и жидких средах как электролизным, так и безэлектролизным методом. Силицированный слой отличается повышенной пористостью, толщина его 300—1000 мкм. Несмотря на низкую твёрдость (200—300 HV), силицированный слой обладает высокой износостойкостью после пропитки маслом при температурах 170—200 °C.

## Применение
Силицированию подвергают детали, используемые в оборудовании химической, бумажной и нефтяной промышленности (валики насосов, трубопроводы, арматура, гайки, болты и т. д.). Силицирование широко применяют для повышения сопротивления окислению при высоких температурах сплавов молибдена. Так же силицированию подвергают детали из карбида кремния (SiC). Пример: электрические нагреватели из карбида кремния, подшипники скольжения для нефтяной и химической промышленности, конструкционные детали и др.